# Windows Media Video
Windows Media Video (WMV) es un nombre que se da al formato de vídeo desarrolladas por Microsoft, que forma parte del framework Windows Media. 
WMV no se construye solo con tecnología interna de Microsoft. Desde la versión 7 (WMV1), Microsoft ha utilizado su propia versión no estandarizada de MPEG-4. El vídeo a menudo se combina con sonido en formato Windows Media Audio. 
El formato WMV es reproducido por una amplia gama de reproductores, como BS.Player, MPlayer o Windows Media Player, el último solo disponible en plataformas Windows y Macintosh (sin compatibilidad completa). En el caso de reproductores ajenos a Microsoft, como por ejemplo el citado MPlayer, es frecuente utilizar una implementación alternativa de los formatos, como por ejemplo la de FFmpeg. 
El vídeo WMV se empaqueta normalmente en algún contenedor multimedia, como pueden ser AVI o ASF. Los ficheros resultantes reciben la extensión .avi si el contenedor es de este tipo, .wmv si es un fichero de solo video (.wma sería el equivalente para sonido) o .asf si se trata de un contenedor ASF, con contenido de audio y vídeo. 
El formato WMV incluye ciertas características relativas a la utilización de DRM (gestión digital de derechos). Sin embargo, estas características pueden eliminarse con utilidades como DRMCreep, drmdbg o drm2wmv.
La versión 9 del formato utilizado por Microsoft fue remitida a la Society Motion Picture and Televisión Engineers (SMPTE) para su aprobación como estándar, bajo el nombre en clave VC-1. Este códec es también utilizado en la distribución de vídeo de alta definición sobre DVD estándar en un formato que Microsoft ha denominado WMV HD, el cual puede ser reproducido tanto en ordenadores como en reproductores de sobremesa.

Una primera versión del estándar fue publicada por la SMPTE en septiembre de 2005, incluyéndose información para la implementación de un decodificador y secuencias de prueba.
- Datos: Q280761
- Multimedia: Windows Media Video / Q280761